# Thailandia dell'Ovest

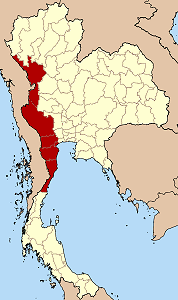
La Thailandia Occidentale secondo il sistema di suddivisione in 6 macro-regioni

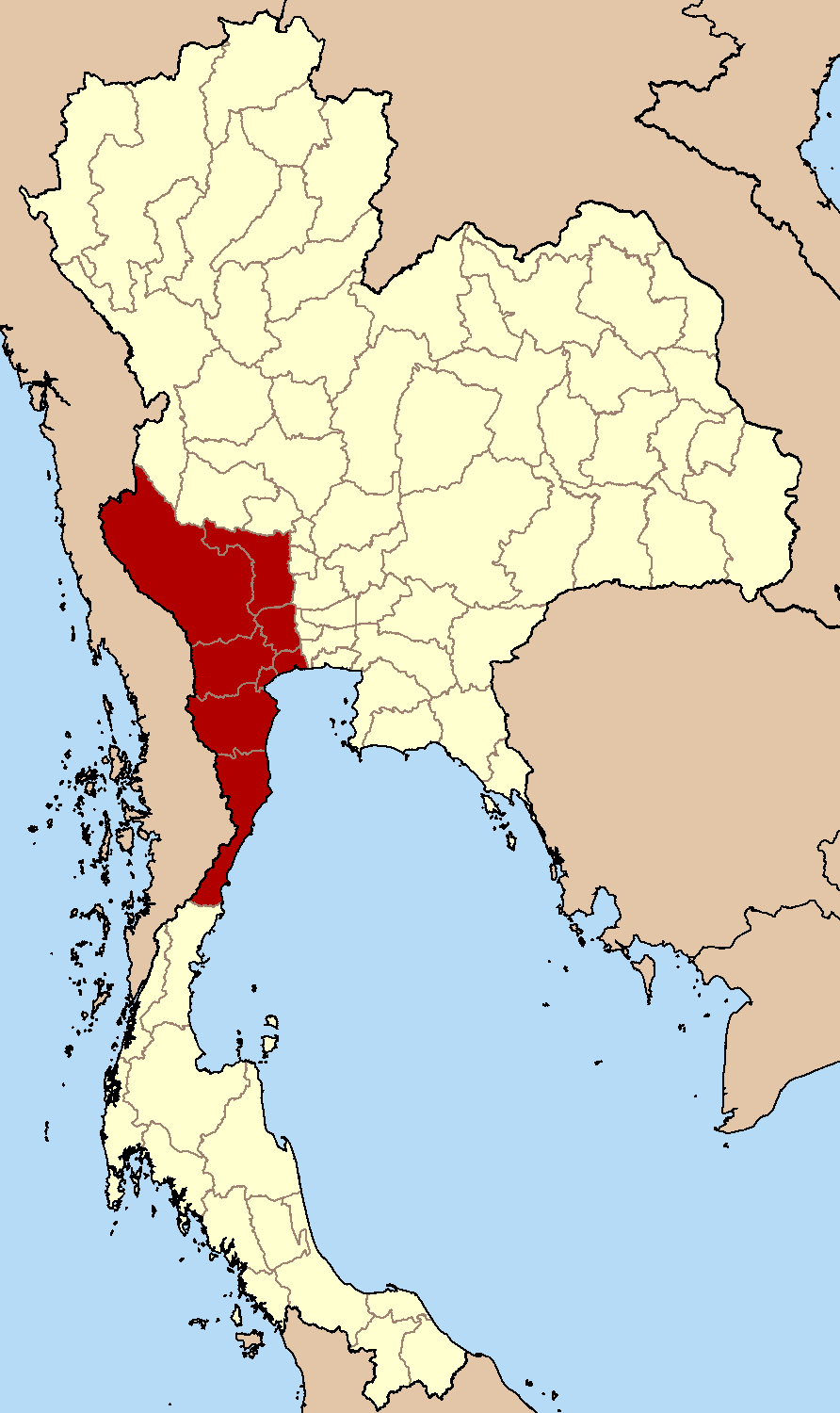
La Thailandia Occidentale secondo il sistema di suddivisione in 6 macro-regioni

La Thailandia dell'Ovest  è una delle sei macro-regioni in cui il Consiglio Nazionale di Ricerca Thailandese ha suddiviso il paese nel 1978. Tale suddivisione, che ha valore dal punto di vista geografico o per scopi statistici, non ha valore dal punto di vista amministrativo.

## Suddivisioni
La Thailandia Occidentale comprende le seguenti province:
1. Kanchanaburi (กาญจนบุรี)
2. Phetchaburi (เพชรบุรี)
3. Prachuap Khiri Khan (ประจวบคีรีขันธ์)
4. Ratchaburi (ราชบุรี)
5. Tak (ตาก).

Nel sistema di suddivisione a 4 macro-regioni, le province di Kanchanaburi, Phetchaburi, Prachuap Khiri Khan e Ratchaburi fanno parte della Thailandia Centrale, mentre la provincia di Tak fa parte della Thailandia del Nord.

## Geografia
Questa zona è prevalentemente montuosa e, tra le catene che la attraversano, vi sono a nord i monti Shan, propaggini sud-orientali della catena himalayana, ed i monti Dawna (ทิวเขาดอยมอนกุจู), che demarcano la frontiera con la Birmania. I monti Shan continuano verso sud prendendo la denominazione di monti del Tenasserim, che sono la spina dorsale della penisola malese. Le aree montuose occidentali della Thailandia dell'Ovest sono ricche di foreste, acqua e minerali. Buona parte dell'economia locale dipende dalle risorse idriche, con le molte dighe sparse nel territorio, e da quelle minerarie.